# 京&一平シリーズ
『京&一平シリーズ』（きょうアンドいっぺいシリーズ）または『迷宮シリーズ』（めいきゅうシリーズ）は、1991年から白泉社の『別冊花とゆめ』で連載されている神谷悠による漫画作品。

## 概要
2011年5月17日に、『童迷宮－消えた青い鳥－』までは全て文庫化された。2007年には作者産休により連載を一時中断した。2010年に『別冊花とゆめ』に短編が掲載、『別冊花とゆめ』2011年7月号からはシリーズ復活している。

## あらすじ
不動産屋の手違いにより一つの部屋に共同で住むことになった綾小路京と山田一平が、様々な事件に巻き込まれながらも解決していく様を通じ、彼ら自身の自己を成長させていく過程を描く。
現実の社会問題を絡めたストーリーも多くみられる。
西条アキラと結城久義を主人公にしたストーリーも単行本一冊に一話のペースで展開されている。

## 登場人物
綾小路京（あやのこうじ きょう）
K大学医学部卒。在学中は変わり者だった。博識で毒舌。頭脳と容姿も良く、女子からは言い寄られている。我が強くプライドも高く、さらに人間不信だった。一平との出会いで次第に心を開く。独身主義。ポーカーフェイス。敏感で繊細な心の持ち主で、傷ついた人の心に入り込むのが上手である。焼き魚が嫌い。生卵も苦手で、目玉焼きは両面焼く派。不器用。
未婚の母親に育てられ、父親を知らずに育った。母親の死後、ジョージ・アムズと養子縁組をする。養父（ジョージ）の病気を治したくて外科医を志す。
山田一平（やまだ いっぺい）
K大学法学部卒。涙もろく情熱家で、面倒見が良い。京と共に殺人事件に巻き込まれたことから、彼の生い立ちを知り、一緒に暮らすことを決意。家事全搬を請け負う。田舎育ちで弟と妹が3人ずついる。
大学在学中から新聞社でアルバイトをし、卒業後入社。支局で2年過ごした後、本社の社会部記者となる。
西条アキラ（さいじょう アキラ）
明るく真面目で正義感の強い、男子高校生。結城とは幼い頃に家族ぐるみで付き合いをしていたが、その頃の記憶はない。高校生になってからある事件をきっかけに結城と再会し、事件解決後も親しい友人として付き合う。結城とは同じマンションの隣人同士である。
結城久義（ゆうき ひさよし）
6月6日生。身長192cm。K大学医学部卒で、現在は法医学教室勤務。両親の不倫関係で生まれたため、育った環境は複雑。異父妹と異母妹がいた（異父妹は他界）。
頭脳も容姿も良くさらに社交的だが、アキラが好き。
綾小路みや（あやのこうじ みや）
京の母親でセミバイオリニスト。京が14歳の時に病気により亡くなる。妊娠中に起こったある出来事が原因で（「砂迷宮」参照）、何も言わずに婚約者の元を去り、シングルマザーの道を選ぶ。生前、母親にだけ息子の出生の秘密を明かしていた（「白迷宮」参照）。
綾小路千世（あやのこうじ ちよ）
みやの母親で綾小路家当主。女傑。
ジョージ・アムズ
京の保護者役。京が13歳の時養子縁組をする。スコットランド在住。化石発掘調査をライフワークにしている。敷地内の地層から翡翠を掘り当て、資産家となる。
山田このみ（やまだ このみ）
旧姓は江藤。一平の大学時代の先輩でイラストレーター。交通事故が原因で車椅子での生活を余儀なくされていたが、手術を決意し単身渡米。帰国後に一平の妻となる（できちゃった結婚）。
山田みどり（やまだ みどり）
一平とこのみの娘。京に懐いている。
西条円花（さいじょう まどか）
アキラの母親で少女小説家。
西条小太郎（さいじょう こたろう）
アキラの父親。アキラが幼い頃に交通事故に遭い、記憶喪失になったまま行方不明となる。アキラが高校生の時に京と一平を通じて消息が明らかになり、記憶を取り戻した後、家族の元に帰ってきた。
九慈左京（くじ さきょう）
警視庁の警視。切れ者で人当たりが良い。警視庁の資料で京の存在を知り、興味を持つ。学生時代、綾小路みやに家庭教師をしてもらったことがある。渡米先で結城とも交流があった。

## 作品一覧
「白迷宮」にて第一部完となっている。
- 略称表記：【別】＝別冊花とゆめ、【ザ】＝ザ花とゆめ（いずれも白泉社）
- 「京&一平シリーズ」には「*」を、サイドストーリーの「結城&アキラシリーズ」には「**」を、2シリーズのクロスオーバーには「***」を付す。

|     | タイトル                        | 掲載誌    | 掲載号           | 単行本                                                             | 文庫本                                                   |
| --- | ------------------------------- | --------- | ---------------- | ------------------------------------------------------------------ | -------------------------------------------------------- |
| *   | 華迷宮－桜屋敷の殺人－          | 【別】    | 1991年春の号     | 「華迷宮－桜屋敷の殺人－」 1992年3月発行 ISBN 4-592-12584-3        | 「華迷宮・翠迷宮」 2003年6月発行 ISBN 4-592-88631-3      |
| *   | 緋色の鬼面                      | 【別】    | 1991年10月号     | 「華迷宮－桜屋敷の殺人－」 1992年3月発行 ISBN 4-592-12584-3        | 「華迷宮・翠迷宮」 2003年6月発行 ISBN 4-592-88631-3      |
| *   | 罪深きヴィーナス                | 【別】    | 1992年4月号      | 「翠迷宮－竜湖畔の殺人－」 1994年5月発行 ISBN 4-592-12667-X        | 「華迷宮・翠迷宮」 2003年6月発行 ISBN 4-592-88631-3      |
| *   | 翠迷宮－竜湖畔の殺人－          | 【別】    | 1993年11・12月号 | 「翠迷宮－竜湖畔の殺人－」 1994年5月発行 ISBN 4-592-12667-X        | 「華迷宮・翠迷宮」 2003年6月発行 ISBN 4-592-88631-3      |
| *   | 月迷宮－水晶館の殺人－          | 【別】    | 1994年3・4月号   | 「月迷宮－水晶館の殺人－」 1995年3月発行 ISBN 4-592-12689-0        | 「月迷宮・夏迷宮」 2003年12月発行 ISBN 4-592-88632-1     |
| *   | 夏迷宮－潮騒がききたかった－    | 【別】    | 1994年6・7月号   | 「夏迷宮－潮騒がききたかった－」 1995年9月発行 ISBN 4-592-12711-0  | 「月迷宮・夏迷宮」 2003年12月発行 ISBN 4-592-88632-1     |
| *   | 刻迷宮－半獣人の殺人－          | 【別】    | 1994年10・11月号 | 「月迷宮－水晶館の殺人－」                                         | 「月迷宮・夏迷宮」 2003年12月発行 ISBN 4-592-88632-1     |
| *   | 山田君の災難                    | 【別】    | 1995年1月号      | 「夏迷宮－潮騒がききたかった－」                                   | 「月迷宮・夏迷宮」 2003年12月発行 ISBN 4-592-88632-1     |
| *   | 奏迷宮－聖マリアの殺人－        | 【別】    | 1995年3月号      | 「星迷宮－ダイヤモンドの殺人－」                                   | 「星迷宮・鏡迷宮」                                       |
| *   | Winner－勝利者－                | 【別】    | 1995年4月号      | 「夏迷宮－潮騒がききたかった－」                                   | 「月迷宮・夏迷宮」                                       |
| **  | となりのお兄さん                | 【別】    | 1995年5月号      | 「星迷宮－ダイヤモンドの殺人－」 1995年12月発行 ISBN 4-592-12721-8 | 「星迷宮・鏡迷宮」 2004年5月発行 ISBN 4-592-88633-X      |
| *   | 星迷宮－ダイヤモンドの殺人－    | 【別】    | 1995年6月号      | 「星迷宮－ダイヤモンドの殺人－」 1995年12月発行 ISBN 4-592-12721-8 | 「星迷宮・鏡迷宮」 2004年5月発行 ISBN 4-592-88633-X      |
| *   | 鏡迷宮－怪人Xの殺人－           | 【別】    | 1995年7・8月号   | 「鏡迷宮－怪人Xの殺人－」 1996年3月発行 ISBN 4-592-11296-2         | 「星迷宮・鏡迷宮」 2004年5月発行 ISBN 4-592-88633-X      |
| **  | 迷える仔羊の夏                  | 【別】    | 1995年9月号      | 「鏡迷宮－怪人Xの殺人－」 1996年3月発行 ISBN 4-592-11296-2         | 「星迷宮・鏡迷宮」 2004年5月発行 ISBN 4-592-88633-X      |
| *   | 砂迷宮－白夜館の殺人－          | 【別】    | 1995年10-12月号  | 「砂迷宮－白夜館の殺人－」 1996年7月発行 ISBN 4-592-11611-9        | 「砂迷宮・蝶迷宮」 2004年9月発行 ISBN 4-592-88634-8      |
| **  | 透明少年「A」                   | 【別】    | 1996年1月号      | 「蝶迷宮－青い焔の殺人－」 1996年10月発行 ISBN 4-592-12325-5       | 「砂迷宮・蝶迷宮」 2004年9月発行 ISBN 4-592-88634-8      |
| *   | 蝶迷宮－青い焔の殺人－          | 【別】    | 1996年2月号      | 「蝶迷宮－青い焔の殺人－」 1996年10月発行 ISBN 4-592-12325-5       | 「砂迷宮・蝶迷宮」 2004年9月発行 ISBN 4-592-88634-8      |
| *   | ドライブに行こう                | 【別】    | 1996年4月号      | 「蝶迷宮－青い焔の殺人－」 1996年10月発行 ISBN 4-592-12325-5       | 「砂迷宮・蝶迷宮」 2004年9月発行 ISBN 4-592-88634-8      |
| *   | 風迷宮－花陽炎の殺人－          | 【別】    | 1996年5月号      | 「風迷宮－花陽炎の殺人－」 1997年4月発行 ISBN 4-592-12753-6        | 「風迷宮・聖迷宮」 2005年3月発行 ISBN 4-592-88635-6      |
| *   | 猫迷宮－探偵Zの挑戦－           | 【別】    | 1996年6月号      | 「風迷宮－花陽炎の殺人－」 1997年4月発行 ISBN 4-592-12753-6        | 「風迷宮・聖迷宮」 2005年3月発行 ISBN 4-592-88635-6      |
| **  | アキラ君の恋人                  | 【別】    | 1996年7月号      | 「風迷宮－花陽炎の殺人－」 1997年4月発行 ISBN 4-592-12753-6        | 「風迷宮・聖迷宮」 2005年3月発行 ISBN 4-592-88635-6      |
| **  | 悪魔のKISS!                     | 【別】MAX | 1996年7月30日号  | 「聖迷宮－カノンの騎士－」 1997年6月発行 ISBN 4-592-12759-5        | 「風迷宮・聖迷宮」 2005年3月発行 ISBN 4-592-88635-6      |
| *   | 天迷宮－暁月夜の殺人－          | 【別】    | 1996年8月号      | 「聖迷宮－カノンの騎士－」 1997年6月発行 ISBN 4-592-12759-5        | 「風迷宮・聖迷宮」 2005年3月発行 ISBN 4-592-88635-6      |
| *** | 聖迷宮－カノンの騎士－          | 【別】    | 1996年10・11月号 | 「聖迷宮－カノンの騎士－」 1997年6月発行 ISBN 4-592-12759-5        | 「風迷宮・聖迷宮」 2005年3月発行 ISBN 4-592-88635-6      |
| *   | 浄夜－戒めの鐘－                | 【別】    | 1996年12月号     | 「翔迷宮－赤い鳥の殺人－」 1997年8月発行 ISBN 4-592-12319-0        | 「翔迷宮・石迷宮」 2005年9月発行 ISBN 4-592-88636-4      |
| *   | 翔迷宮－赤い鳥の殺人－          | 【別】    | 1997年1月号      | 「翔迷宮－赤い鳥の殺人－」 1997年8月発行 ISBN 4-592-12319-0        | 「翔迷宮・石迷宮」 2005年9月発行 ISBN 4-592-88636-4      |
| **  | チョコレート・クリンクルの罠    | 【別】    | 1997年2月号      | 「翔迷宮－赤い鳥の殺人－」 1997年8月発行 ISBN 4-592-12319-0        | 「翔迷宮・石迷宮」 2005年9月発行 ISBN 4-592-88636-4      |
| *   | 石迷宮－カストール家の殺人－    | 【別】    | 1997年3・4月号   | 「石迷宮－カストール家の殺人－」 1997年11月発行 ISBN 4-592-12330-1 | 「翔迷宮・石迷宮」 2005年9月発行 ISBN 4-592-88636-4      |
| *   | 銀迷宮－双子座の殺人－          | 【別】    | 1997年6月号      | 「石迷宮－カストール家の殺人－」 1997年11月発行 ISBN 4-592-12330-1 | 「翔迷宮・石迷宮」 2005年9月発行 ISBN 4-592-88636-4      |
| *   | 紅迷宮－氷巫子の殺人－          | 【別】    | 1997年7月号      | 「海迷宮－約束のイヴ－」 1998年3月発行 ISBN 4-592-12872-9          | 「海迷宮・千迷宮」 2006年3月発行 ISBN 4-592-88637-2      |
| **  | 王様とサムライ                  | 【別】    | 1997年8月号      | 「海迷宮－約束のイヴ－」 1998年3月発行 ISBN 4-592-12872-9          | 「海迷宮・千迷宮」 2006年3月発行 ISBN 4-592-88637-2      |
| *** | 海迷宮－約束のイヴ－            | 【別】    | 1997年9・10月号  | 「海迷宮－約束のイヴ－」 1998年3月発行 ISBN 4-592-12872-9          | 「海迷宮・千迷宮」 2006年3月発行 ISBN 4-592-88637-2      |
| *   | 空迷宮－天邪鬼の殺人－          | 【別】    | 1997年11月号     | 「千迷宮－輪廻ノ杜の殺人」                                         | 「海迷宮・千迷宮」 2006年3月発行 ISBN 4-592-88637-2      |
| **  | イヴに天使が降りてくる          | 【別】    | 1997年12月号     | 「幻迷宮－夢獣の殺人－」                                           | 「幻迷宮・双迷宮」                                       |
| *   | 千迷宮－輪廻ノ杜の殺人－        | 【別】    | 1998年1・2月号   | 「千迷宮－輪廻ノ杜の殺人－」 1998年7月発行 ISBN 4-592-17470-4      | 「海迷宮・千迷宮」                                       |
| *   | 僕がここにいる理由              | 【別】    | 1998年3月号      | 「千迷宮－輪廻ノ杜の殺人－」 1998年7月発行 ISBN 4-592-17470-4      | 「海迷宮・千迷宮」                                       |
| **  | 愛にもいろいろありまして…       | 【別】    | 1998年6月号      | 「幻迷宮－夢獣の殺人－」 1998年11月発行 ISBN 4-592-17471-2         | 「幻迷宮・双迷宮」 2006年9月発行 ISBN 4-592-88638-0      |
| *   | 迷宮・夢獣                      | 【別】    | 1998年7月号      | 「幻迷宮－夢獣の殺人－」 1998年11月発行 ISBN 4-592-17471-2         | 「幻迷宮・双迷宮」 2006年9月発行 ISBN 4-592-88638-0      |
| *   | 迷宮・柘榴姫                    | 【別】    | 1998年8月号      | 「幻迷宮－夢獣の殺人－」 1998年11月発行 ISBN 4-592-17471-2         | 「幻迷宮・双迷宮」 2006年9月発行 ISBN 4-592-88638-0      |
| **  | 秘密にしておこう                | 【別】    | 1998年9月号      | 「双迷宮－震える蛇－」 1999年5月発行 ISBN 4-592-17725-8            | 「幻迷宮・双迷宮」 2006年9月発行 ISBN 4-592-88638-0      |
| *   | 迷宮・震える蛇                  | 【別】    | 1998年10月号     | 「双迷宮－震える蛇－」 1999年5月発行 ISBN 4-592-17725-8            | 「幻迷宮・双迷宮」 2006年9月発行 ISBN 4-592-88638-0      |
| **  | 王子様は戦うのだ                | 【別】    | 1998年11月号     | 「双迷宮－震える蛇－」 1999年5月発行 ISBN 4-592-17725-8            | 「幻迷宮・双迷宮」 2006年9月発行 ISBN 4-592-88638-0      |
| *   | 真夜中のトナカイ                | 【別】    | 1998年12月号     | 「双迷宮－震える蛇－」 1999年5月発行 ISBN 4-592-17725-8            | 「幻迷宮・双迷宮」 2006年9月発行 ISBN 4-592-88638-0      |
| *   | 迷宮・眠れない犬                | 【別】    | 1999年1月号      | 「霧迷宮－天ノ郷の殺人－」 1999年9月発行 ISBN 4-592-17472-0        | 「霧迷宮・匣迷宮」 2007年3月発行 ISBN 978-4-592-88639-6  |
| *   | 迷宮・霧が囁く                  | 【別】    | 1999年2月号      | 「霧迷宮－天ノ郷の殺人－」 1999年9月発行 ISBN 4-592-17472-0        | 「霧迷宮・匣迷宮」 2007年3月発行 ISBN 978-4-592-88639-6  |
| **  | 霧の中の君を抱いて              | 【別】    | 1999年3・4月号   | 「霧迷宮－天ノ郷の殺人－」 1999年9月発行 ISBN 4-592-17472-0        | 「霧迷宮・匣迷宮」 2007年3月発行 ISBN 978-4-592-88639-6  |
| *   | 迷宮・怒る男                    | 【別】    | 1999年5月号      | 「匣迷宮－宇宙ガ呼ンデイル－」 2001年1月発行 ISBN 4-592-17473-9    | 「霧迷宮・匣迷宮」 2007年3月発行 ISBN 978-4-592-88639-6  |
| **  | 天使のKISS!                     | 【別】    | 1999年6月号      | 「匣迷宮－宇宙ガ呼ンデイル－」 2001年1月発行 ISBN 4-592-17473-9    | 「霧迷宮・匣迷宮」 2007年3月発行 ISBN 978-4-592-88639-6  |
| *   | 迷宮・硝子の匣                  | 【別】    | 1999年7月号      | 「匣迷宮－宇宙ガ呼ンデイル－」 2001年1月発行 ISBN 4-592-17473-9    | 「霧迷宮・匣迷宮」 2007年3月発行 ISBN 978-4-592-88639-6  |
| *   | 迷宮・宇宙ガ呼ンデイル          | 【別】    | 1999年8月号      | 「匣迷宮－宇宙ガ呼ンデイル－」 2001年1月発行 ISBN 4-592-17473-9    | 「霧迷宮・匣迷宮」 2007年3月発行 ISBN 978-4-592-88639-6  |
| **  | コンプレックス★マム             | 【別】    | 1999年9月号      | 「鐘迷宮－綾小路京誘拐事件－」 2000年5月発行 ISBN 4-592-17474-7    | 「鐘迷宮・桜迷宮」 2007年11月発行 ISBN 978-4-592-88640-2 |
| *   | 綾小路京誘拐事件                | 【ザ】    | 1999年10月1日号  | 「鐘迷宮－綾小路京誘拐事件－」 2000年5月発行 ISBN 4-592-17474-7    | 「鐘迷宮・桜迷宮」 2007年11月発行 ISBN 978-4-592-88640-2 |
| **  | 君と鐘を鳴らそう                | 【別】    | 1999年10月号     | 「鐘迷宮－綾小路京誘拐事件－」 2000年5月発行 ISBN 4-592-17474-7    | 「鐘迷宮・桜迷宮」 2007年11月発行 ISBN 978-4-592-88640-2 |
| *   | 山田一平という男                | 【別】    | 1999年11月号     | 「鐘迷宮－綾小路京誘拐事件－」 2000年5月発行 ISBN 4-592-17474-7    | 「鐘迷宮・桜迷宮」 2007年11月発行 ISBN 978-4-592-88640-2 |
| *   | 迷宮・青い鳥の館                | 【別】    | 1999年12月号     | 「桜迷宮－花降国で君と－」                                         | 「鐘迷宮・桜迷宮」 2007年11月発行 ISBN 978-4-592-88640-2 |
| **  | 狼がくるぞ                      | 【別】    | 2000年1月号      | 「赤迷宮－灰の鎖の殺人－」                                         | 「赤迷宮・虹迷宮」                                       |
| *** | バレンタインデイ・パーティ      | 【別】    | 2000年2月号      | 「桜迷宮－花降国で君と－」 2000年8月発行 ISBN 4-592-17475-5        | 「鐘迷宮・桜迷宮」                                       |
| *   | 迷宮・花降国で君と              | 【別】    | 2000年3・4月号   | 「桜迷宮－花降国で君と－」 2000年8月発行 ISBN 4-592-17475-5        | 「鐘迷宮・桜迷宮」                                       |
| **  | おひとよしのパトラメトラ        | 【別】    | 2000年5月号      | 「桜迷宮－花降国で君と－」 2000年8月発行 ISBN 4-592-17475-5        | 「鐘迷宮・桜迷宮」                                       |
| *   | 迷宮・水無月の密室              | 【別】    | 2000年6月号      | 「赤迷宮－灰の鎖の殺人－」 2000年12月発行 ISBN 4-592-17476-3       | 「赤迷宮・虹迷宮」 2008年5月発行 ISBN 978-4-592-88861-1  |
| *   | 迷宮・灰の鎖                    | 【別】    | 2000年7・8月号   | 「赤迷宮－灰の鎖の殺人－」 2000年12月発行 ISBN 4-592-17476-3       | 「赤迷宮・虹迷宮」 2008年5月発行 ISBN 978-4-592-88861-1  |
| **  | 愛でGyu!                        | 【別】    | 2000年9月号      | 「虹迷宮－真夏の夢－」 2001年5月発行 ISBN 4-592-17477-1            | 「赤迷宮・虹迷宮」 2008年5月発行 ISBN 978-4-592-88861-1  |
| *** | 真夏の虹                        | 【ザ】    | 2000年10月1日号  | 「虹迷宮－真夏の夢－」 2001年5月発行 ISBN 4-592-17477-1            | 「赤迷宮・虹迷宮」 2008年5月発行 ISBN 978-4-592-88861-1  |
| *   | 山田はうさぎの夢を見る          | 【別】    | 2000年10月号     | 「虹迷宮－真夏の夢－」 2001年5月発行 ISBN 4-592-17477-1            | 「赤迷宮・虹迷宮」 2008年5月発行 ISBN 978-4-592-88861-1  |
| **  | DAISUKI!                        | 【別】    | 2000年11月号     | 「虹迷宮－真夏の夢－」 2001年5月発行 ISBN 4-592-17477-1            | 「赤迷宮・虹迷宮」 2008年5月発行 ISBN 978-4-592-88861-1  |
| *   | 迷宮・聖夜の少年                | 【別】    | 2000年12月号     | 「青迷宮－君は晴れた空の下で－」 2001年9月発行 ISBN 4-592-17478-X  | 「青迷宮・文迷宮」 2008年11月発行 ISBN 978-4-592-88862-8 |
| *   | 迷宮・愚かな賢者                | 【別】    | 2001年1月号      | 「青迷宮－君は晴れた空の下で－」 2001年9月発行 ISBN 4-592-17478-X  | 「青迷宮・文迷宮」 2008年11月発行 ISBN 978-4-592-88862-8 |
| **  | 君は晴れた空の下で              | 【別】    | 2001年2・3月号   | 「青迷宮－君は晴れた空の下で－」 2001年9月発行 ISBN 4-592-17478-X  | 「青迷宮・文迷宮」 2008年11月発行 ISBN 978-4-592-88862-8 |
| *   | 迷宮・美しい花                  | 【別】    | 2001年4月号      | 「文迷宮－人形夜話－」 2002年3月発行 ISBN 4-592-17479-8            | 「青迷宮・文迷宮」 2008年11月発行 ISBN 978-4-592-88862-8 |
| **  | 西条家の食卓                    | 【別】    | 2001年5月号      | 「文迷宮－人形夜話－」 2002年3月発行 ISBN 4-592-17479-8            | 「青迷宮・文迷宮」 2008年11月発行 ISBN 978-4-592-88862-8 |
| *   | 迷宮・人形夜話                  | 【別】    | 2001年6月号      | 「文迷宮－人形夜話－」 2002年3月発行 ISBN 4-592-17479-8            | 「青迷宮・文迷宮」 2008年11月発行 ISBN 978-4-592-88862-8 |
| **  | AKIRA138                        | 【別】    | 2001年7月号      | 「文迷宮－人形夜話－」 2002年3月発行 ISBN 4-592-17479-8            | 「青迷宮・文迷宮」 2008年11月発行 ISBN 978-4-592-88862-8 |
| *   | 迷宮・怪燈火                    | 【別】    | 2001年8・9月号   | 「炎迷宮－燈火城の殺人－」 2002年8月発行 ISBN 4-592-17480-1        | 「炎迷宮・鍵迷宮」 2009年5月発行 ISBN 978-4-592-88863-5  |
| *** | 鷺の森怪談                      | 【ザ】    | 2001年9月号      | 「炎迷宮－燈火城の殺人－」 2002年8月発行 ISBN 4-592-17480-1        | 「炎迷宮・鍵迷宮」 2009年5月発行 ISBN 978-4-592-88863-5  |
| *   | 雨やどり                        | 【別】    | 2001年10月号     | 「炎迷宮－燈火城の殺人－」 2002年8月発行 ISBN 4-592-17480-1        | 「炎迷宮・鍵迷宮」 2009年5月発行 ISBN 978-4-592-88863-5  |
| **  | オハヨウゴザイマス!             | 【別】    | 2001年11月号     | 「鍵迷宮－幽鬼館の殺人－」 2002年11月発行 ISBN 4-592-17851-3       | 「炎迷宮・鍵迷宮」 2009年5月発行 ISBN 978-4-592-88863-5  |
| *   | 迷宮・鍵の行方                  | 【別】    | 2001年12月号     | 「鍵迷宮－幽鬼館の殺人－」 2002年11月発行 ISBN 4-592-17851-3       | 「炎迷宮・鍵迷宮」 2009年5月発行 ISBN 978-4-592-88863-5  |
| *   | 花迷宮－幽鬼館の殺人－          | 【別】    | 2002年3月号      | 「鍵迷宮－幽鬼館の殺人－」 2002年11月発行 ISBN 4-592-17851-3       | 「炎迷宮・鍵迷宮」 2009年5月発行 ISBN 978-4-592-88863-5  |
| **  | お姫様とお呼び                  | 【別】    | 2002年5月号      | 「宝迷宮－3番目の扉－」 2003年3月発行 ISBN 4-592-17852-1           | 「宝迷宮・水迷宮」 2009年11月発行 ISBN 978-4-592-88864-2 |
| *   | 迷宮・3番目の扉                 | 【別】    | 2002年7月号      | 「宝迷宮－3番目の扉－」 2003年3月発行 ISBN 4-592-17852-1           | 「宝迷宮・水迷宮」 2009年11月発行 ISBN 978-4-592-88864-2 |
| *   | 水迷宮－13燈台の殺人－          | 【別】    | 2002年9月号      | 「水迷宮－13燈台の殺人－」 2003年7月発行 ISBN 4-592-17853-X        | 「宝迷宮・水迷宮」 2009年11月発行 ISBN 978-4-592-88864-2 |
| *   | 迷宮・Sの晩餐                   | 【別】    | 2002年11月号     | 「水迷宮－13燈台の殺人－」 2003年7月発行 ISBN 4-592-17853-X        | 「宝迷宮・水迷宮」 2009年11月発行 ISBN 978-4-592-88864-2 |
| **  | ハートの姫君                    | 【別】    | 2003年1月号      | 「水迷宮－13燈台の殺人－」 2003年7月発行 ISBN 4-592-17853-X        | 「宝迷宮・水迷宮」 2009年11月発行 ISBN 978-4-592-88864-2 |
| *** | 迷宮探偵譚                      | 【別】    | 2003年3月号      | 「愛迷宮－仮面の魔女－」 2004年2月発行 ISBN 4-592-17854-8          | 「愛迷宮・鱗迷宮」 2010年5月発行 ISBN 978-4-592-88865-9  |
| *   | 迷宮・仮面の魔女                | 【別】    | 2003年5月号      | 「愛迷宮－仮面の魔女－」 2004年2月発行 ISBN 4-592-17854-8          | 「愛迷宮・鱗迷宮」 2010年5月発行 ISBN 978-4-592-88865-9  |
| **  | いつでもいいよ。-Anytime Is OK- | 【別】    | 2003年7月号      | 「愛迷宮－仮面の魔女－」 2004年2月発行 ISBN 4-592-17854-8          | 「愛迷宮・鱗迷宮」 2010年5月発行 ISBN 978-4-592-88865-9  |
| *   | 迷宮・僕たちに翼はない          | 【別】    | 2003年9月号      | 「鱗迷宮－竜宮邸の殺人－」 2004年9月発行 ISBN 4-592-17855-6        | 「愛迷宮・鱗迷宮」 2010年5月発行 ISBN 978-4-592-88865-9  |
| *   | 迷宮・緑の世界                  | 【別】    | 2003年11月号     | 「鱗迷宮－竜宮邸の殺人－」 2004年9月発行 ISBN 4-592-17855-6        | 「愛迷宮・鱗迷宮」 2010年5月発行 ISBN 978-4-592-88865-9  |
| *   | 鱗迷宮－竜宮邸の殺人－          | 【別】    | 2004年1月号      | 「鱗迷宮－竜宮邸の殺人－」 2004年9月発行 ISBN 4-592-17855-6        | 「愛迷宮・鱗迷宮」 2010年5月発行 ISBN 978-4-592-88865-9  |
| **  | 仔犬の恋                        | 【別】    | 2003年3月号      | 「恋迷宮－いつか君といた空－」 2005年2月発行 ISBN 4-592-17856-4    | 「恋迷宮・黒迷宮」 2010年11月発行 ISBN 978-4-592-88866-6 |
| *** | ダキシメタクナル                | 【別】    | 2003年5月号      | 「恋迷宮－いつか君といた空－」 2005年2月発行 ISBN 4-592-17856-4    | 「恋迷宮・黒迷宮」 2010年11月発行 ISBN 978-4-592-88866-6 |
| **  | いつか君といた空                | 【別】    | 2003年7月号      | 「恋迷宮－いつか君といた空－」 2005年2月発行 ISBN 4-592-17856-4    | 「恋迷宮・黒迷宮」 2010年11月発行 ISBN 978-4-592-88866-6 |
| *   | 迷宮・愛しい蜘蛛                | 【別】    | 2003年11月号     | 「恋迷宮－いつか君といた空－」 2005年2月発行 ISBN 4-592-17856-4    | 「恋迷宮・黒迷宮」 2010年11月発行 ISBN 978-4-592-88866-6 |
| *   | 黒迷宮－闇にひそむもの－        | 【別】    | 2005年1月号      | 「黒迷宮－白い獏－」 2005年10月発行 ISBN 4-592-17857-2             | 「恋迷宮・黒迷宮」 2010年11月発行 ISBN 978-4-592-88866-6 |
| *   | 黒迷宮II－裁く神－              | 【別】    | 2005年3月号      | 「黒迷宮－白い獏－」 2005年10月発行 ISBN 4-592-17857-2             | 「恋迷宮・黒迷宮」 2010年11月発行 ISBN 978-4-592-88866-6 |
| *   | 黒迷宮III－白い獏－             | 【別】    | 2005年5月号      | 「黒迷宮－白い獏－」 2005年10月発行 ISBN 4-592-17857-2             | 「恋迷宮・黒迷宮」 2010年11月発行 ISBN 978-4-592-88866-6 |
| *   | 夢迷宮－微笑する人形－          | 【別】    | 2005年7月号      | 「白迷宮－光の中の未来－」                                         | 「白迷宮・童迷宮」 2011年5月発行 ISBN 978-4-592-88867-3  |
| *   | 迷宮・消えた青い鳥              | 【別】    | 2005年11月号     | 「童迷宮－消えた青い鳥－」                                         | 「白迷宮・童迷宮」 2011年5月発行 ISBN 978-4-592-88867-3  |
| *   | 白迷宮－帰還する子供たち－      | 【別】    | 2006年1月号      | 「白迷宮－光の中の未来－」 2006年6月発行 ISBN 4-592-17858-0        | 「白迷宮・童迷宮」 2011年5月発行 ISBN 978-4-592-88867-3  |
| *   | 白迷宮－砂漠と海－              | 【別】    | 2006年3月号      | 「白迷宮－光の中の未来－」 2006年6月発行 ISBN 4-592-17858-0        | 「白迷宮・童迷宮」 2011年5月発行 ISBN 978-4-592-88867-3  |
| *   | 白迷宮－光の中の未来－          | 【別】    | 2006年5月号      | 「白迷宮－光の中の未来－」 2006年6月発行 ISBN 4-592-17858-0        | 「白迷宮・童迷宮」 2011年5月発行 ISBN 978-4-592-88867-3  |
| *   | 麗しの綾小路京さま              | 【別】    | 2006年7月号      | 「童迷宮－消えた青い鳥－」 2007年2月発行 ISBN 978-4-592-17859-0    | 「白迷宮・童迷宮」 2011年5月発行 ISBN 978-4-592-88867-3  |
| *   | 迷宮・正義のぱんだマン          | 【別】    | 2006年9月号      | 「童迷宮－消えた青い鳥－」 2007年2月発行 ISBN 978-4-592-17859-0    | 「白迷宮・童迷宮」 2011年5月発行 ISBN 978-4-592-88867-3  |
| *   | 迷宮・踊る座敷童子              | 【別】    | 2006年10月号     | 「童迷宮－消えた青い鳥－」 2007年2月発行 ISBN 978-4-592-17859-0    | 「白迷宮・童迷宮」 2011年5月発行 ISBN 978-4-592-88867-3  |

|       | タイトル                      | 掲載誌 | 掲載号           | 単行本                                                                         |
| ----- | ----------------------------- | ------ | ---------------- | ------------------------------------------------------------------------------ |
| [ 1 ] | 薔薇貴公子                    | 【別】 | 1998年5月号      | 「薔薇貴公子－京＆一平シリーズ特別編－」 2010年11月発行 ISBN 978-4-592-19841-3 |
| *     | 迷える茨姫                    | 【別】 | 2010年10月号     | 「薔薇貴公子－京＆一平シリーズ特別編－」 2010年11月発行 ISBN 978-4-592-19841-3 |
| *     | F博士の聖なる夜               | 【別】 | 2010年12月号     | 「迷宮回廊」2巻                                                                |
| *     | プディング・プリンス          | 【別】 | 2011年7月号      | 「迷宮回廊」1巻 2013年8月発行 ISBN 978-4-592-19643-3                           |
| *     | 幸福スキップ                  | 【別】 | 2011年12月号     | 「迷宮回廊」1巻 2013年8月発行 ISBN 978-4-592-19643-3                           |
| *     | 星は願いを叶えたか            | 【別】 | 2012年10・11月号 | 「迷宮回廊」1巻 2013年8月発行 ISBN 978-4-592-19643-3                           |
| *     | 茨の扉                        | 【別】 | 2013年5月号      | 「迷宮回廊」1巻 2013年8月発行 ISBN 978-4-592-19643-3                           |
| *     | 密室の奏者                    | 【別】 | 2014年4・5月号   | 「迷宮回廊」2巻 2014年11月発行 ISBN 978-4-592-19644-0                          |
| *     | 赤鬼ノ杜事件                  | 【別】 | 2014年8・9月号   | 「迷宮回廊」2巻 2014年11月発行 ISBN 978-4-592-19644-0                          |
| *     | 王の棺                        | 【別】 | 2015年2・3月号   | 「迷宮回廊」3巻 2015年10月発行 ISBN 978-4-592-19645-7                          |
| *     | 八月の雨合羽                  | 【別】 | 2015年8月号      | 「迷宮回廊」3巻 2015年10月発行 ISBN 978-4-592-19645-7                          |
| *     | 英雄はふたり                  | 【別】 | 2015年9月号      | 「迷宮回廊」3巻 2015年10月発行 ISBN 978-4-592-19645-7                          |
| [ 2 ] | Rins! 〜迷宮Next Generation〜 | 【別】 | 2016年4月号      | 「迷宮回廊」4巻 2018年6月発行 ISBN 978-4-592-21498-4                           |
| *     | 地下道の亡霊                  | 【別】 | 2016年8月号      | 「迷宮回廊」4巻 2018年6月発行 ISBN 978-4-592-21498-4                           |
| *     | 朝の食卓                      | 【別】 | 2018年4月号      | 「迷宮回廊」4巻 2018年6月発行 ISBN 978-4-592-21498-4                           |
| *     | 夜の食卓                      | 【別】 | 2018年5月号      | 「迷宮回廊」4巻 2018年6月発行 ISBN 978-4-592-21498-4                           |